# Вилла Прим
Вилла Прим (нем. Villa Prym) — особняк эпохи грюндерства на берегу Боденского озера в городе Констанц (федеральная земля Баден-Вюртемберг, Германия). Памятник архитектуры.

## История
Берег озера на этом месте до второй половины XIX века оставался почти незастроенным. Однако в последующие десятилетия здесь был возведен зелёный дачный район Петерсхаузен с набережной Зеештрассе, проложенной в 1868-1869 годах. В её восточном конце на участке площадью около 1,3 гектара архитектурное бюро Jung & Martin в 1876-1877 годах построило для одного из богатых горожан представительный дом.
В 1897 году поместье приобрёл фабрикант металлических изделий и один из изобретателей застёжек-кнопок Густав Прим (нем. Gustav Prym), представитель известной с XIV века патрицианской семьи Прим из Ахена, который в течение нескольких последующих лет существенно модернизировал виллу. После его смерти дом оставался во владении семьи Прим до 1955 года, когда был приобретен городом.
С тех пор муниципалитет сдавал особняк в аренду. До 2012 года на верхних этажах размещался Институт коммуникационного дизайна HTWG, а первый этаж до сих пор используется яхт-клубом Констанца.

## Архитектура
Архитектура и обстановка виллы Прим характеризуются сочетанием неоренессанса и модерна. Несмотря на многочисленные реконструкции, все ещё отчетливо видно исходное архитектурное решение — квадратное в плане оштукатуренное массивное трехэтажное здание с пологой четырёхскатной крышей. Важной частью поместья является окружающая его открытая территория.
Интерьер особняка организован традиционно. Лестница и коридор бельэтажа оформлены декоративным орнаментом в стиле неоренессанса, как и потолки салонов.
В 1908 году художник из Карлсруэ Август Гро расписал выходящий на озеро фасад дома монументальными фресками в стиле модерн, изображающими сцену охоты из легенды о встрече святого Губерта с оленем, увенчанным крестом. Выбор сюжета обусловлен тем, что Густав Прим считал этого святого своим покровителем. В центре верхнего этажа в образе пары всадников изображены одна из дочерей и зять заказчика.